# Keppel (Gueldre)
Pour les articles homonymes, voir Keppel.
Keppel est une ancienne commune néerlandaise de la province de Gueldre.
La commune de Keppel, érigée en ville en 1404, s'organisait autour des bourgs de Laag-Keppel et Hoog-Keppel. Le 1er janvier 1818, Keppel fusionne avec Hummelo pour former la nouvelle commune de Hummelo en Keppel.